# Julio Peña
Julio Peña Muñoz (Madrid, 18 giugno 1912 – Marbella, 26 luglio 1972) è stato un attore spagnolo.

## Biografia
Nato in una famiglia di artisti, era figlio dell'attore Ramón Peña, della cui compagnia si unì nel 1928, recitando anche al Teatro Infanta Isabel di Madrid. Ha fatto il suo debutto cinematografico nel 1930 con Doña Mentiras, e un anno dopo si trasferisce a Hollywood, dove è rimasto per quattro anni, interpretando le versioni spagnole di film girati per il pubblico statunitense.
Rientrato in Spagna, una volta terminata la Guerra civile, riprese la sua carriera, dividendosi tra cinema e teatro. Il suo momento di massimo splendore sul grande schermo coincise con il decennio degli anni Quaranta, in cui lavorò con i registi più prestigiosi del momento come Benito Perojo, Edgar Neville, Rafael Gil, José Luis Sáenz de Heredia e Juan de Orduña.
Dopo aver sposato l'attrice Susana Canales nel 1953, entrambi formarono una propria compagnia teatrale e la sua carriera cinematografica iniziò ad essere relegata in molti casi a ruoli secondari, durante gli anni '60, in coproduzioni e Spaghetti western. Morì improvvisamente per infarto all'età di 60 anni a Marbella, dove trascorreva alcuni giorni di vacanza, dopo aver partecipato al film Horror Express.

## Filmografia

### Cinema
- Doña mentiras, regia di Adelqui Migliar (1930)
- La fruta amarga, regia di José Lopez Rubio (1931)
- La mujer X, regia di Carlos F. Borcosque (1931)
- Esclavas de la moda, regia di Francisco Moré de la Torre (1931)
- Mamá, regia di Benito Perojo (1931)
- Primavera en otoño, regia di Eugene Forde (1933)
- Una viuda romántica, regia di Louis King (1933)
- Yo, tú y ella, regia di John Reinhardt (1933)
- La ciudad de cartón, regia di Louis King (1934)
- Un capitán de cosacos, regia di John Reinhardt (1934)
- Julieta compra un hijo, regia di Gregorio Martinez Serra (1935)
- Angelina o el honor de un brigadier, regia di Miguel de Zarraga (1935)
- Rosa de Francia, regia di José Lopez Rubio (1935)
- Alas sobre El Chaco, regia di Christy Cabanne (1935)
- María de la O, regia di Francisco Elías Riquelme (1936)
- Las cinco advertencias de Satanás, regia di Isidro Socias (1938)
- I figli della notte (Los hijos de la noche), regia di Benito Perojo e Aldo Vergano (1939)
- Espoir, regia di André Malraux e Boris Peskine (1939)
- Ultima fiamma (La ultima falla), regia di Benito Perojo (1940)
- La nascita di Salomè, regia di Jean Choux (1940)
- La luce che torna (Marianela), regia di Benito Perojo (1940)
- La malquerida, regia di José López Rubio (1940)
- Il corriere delle Indie (Correo de Indias), regia di Edgar Neville (1942)
- Intriga, regia di Antonio Roman (1942)
- Mi vida en tus manos, regia di Antonio de Obregon (1943)
- Noche decisiva, regia di Julio de Fleischner (1945)
- Tierra sedienta, regia di Rafael Gil (1945)
- Maddalena, zero in condotta (Cero en conducta), regia di Fedor Ozep (1945)
- Misión blanca, regia di Juan de Orduña (1946)
- Tragico inganno (Un drama nuevo), regia di Juan de Orduña (1946)
- Cuando llegue la noche, regia di Jeronimo Mihura (1946)
- Serenata española, regia di Juan de Orduña (1947)
- Il tiranno di Castiglia (Fuenteovejuna), regia di Antonio Roman (1947)
- Alhucemas, regia di José Lopez Rubio (1948)
- Confidencia, regia di Jeronimo Mihura (1948)
- Siempre vuelven de madrugada, regia di Jeronimo Mihura (1949)
- Nuestras vidas, regia di Ramón Peón (1950)
- Sangre en Castilla, regia di Benito Perojo (1950)
- Uomini senza pace (Los ojos dejan huellas), regia di José Luis Sanchez de Heredia (1952)
- Amaya, regia di Luis Marquina (1952)
- Manicomio, regia di Fernando Fernán Gómez e Luis María Delgado (1954)
- La patrulla, regia di Pedro Lazaga (1954)
- La patrouille des sables, regia di René Chanas (1954)
- Tres hombres van a morir, regia di Feliciano Catalan (1954)
- Prigionieri del male, regia di Mario Costa (1955)
- Alessandro il Grande (Alexander the Great), regia di Robert Rossen (1956)
- Retorno a la verdad, regia di Antonio del Amo (1956)
- Horas de pánico, regia di Donald Taylor (1956)
- El anónimo, regia di José Ochoa (1956)
- Passione gitana (Spanish Affair), regia di Luis Marquina e Don Siegel (1957)
- Berlino l'inferno dei vivi (...Y eligió el infierno), regia di César Ardavin (1957)
- Salomone e la regina di Saba (Solomon and Sheba), regia di King Vidor (1959)
- Robinson et le triporteur, regia di Jacques Pinoteau (1960)
- La rivolta degli schiavi, regia di Nunzio Malasomma (1960)
- Patricia mía, regia di Enrique Carreras (1961)
- Furto su misura (The Happy Thieves), regia di George Marshall (1962)
- Abuelita Charlestón, regia di Javier Seto (1962)
- I leoni di Castiglia (El valle de las espadas), regia di Javier Setó (1963)
- Han robado una estrella, regia di Javier Seto (1963)
- Alféreces provisionales, regia di José Luis Merino (1964)
- Minnesota Clay, regia di Sergio Corbucci (1964)
- Il piombo e la carne, regia di Marino Girolami (1964)
- Le tardone, regia di Marino Girolami (1964)
- I magnifici Brutos del West, regia di Marino Girolami (1964)
- Veneri in collegio, regia di Marino Girolami (1965)
- El Cjorro (Savage Pampas), regia di Hugo Fregonese (1965)
- Jessy non perdona... uccide (Tierra de Fuego), regia di Jaime Jesús Balcázar (1965)
- Falstaff (Campanadas a medianoche), regia di Orson Welles (1965)
- Kid Rodelo, regia di Richard Carlson (1966)
- Per un dollaro di gloria, regia di Fernando Cerchio (1966)
- La mujer de tu prójimo, regia di Enrique Carreras (1966)
- Tre notti violente, regia di Nick Nostro (1966)
- I crudeli, regia di Sergio Corbucci (1967)
- Si muore solo una volta, regia di Giancarlo Romitelli (1967)
- Grazie amore mio (Volver a vivir), regia di Mario Camus (1968)
- Caccia ai violenti, regia di Nino Scolaro (1968)
- Satanik, regia di Piero Vivarelli (1968)
- Viva! Viva Villa! (Villa Rides), regia di Buzz Kulik (1968)
- Una pistola per cento bare, regia di Umberto Lenzi (1968)
- I vigliacchi non pregano, regia di Mario Siciliano (1968)
- Il mercenario, regia di Sergio Corbucci (1968)
- Sulle ali dell'arcobaleno (Finian's Rainbow), regia di Francis Ford Coppola (1968)
- Simon Bolivar, regia di Alessandro Blasetti (1969)
- Vivi o preferibilmente morti, regia di Duccio Tessari (1969)
- Il prezzo del potere, regia di Tonino Valerii (1969)
- El Condor, regia di John Guillermin (1970)
- Juan y Junior... en un mundo diferente, regia di Pedro Olea (1970)
- La volpe dalla coda di velluto (El ojo del huracán), regia di José María Forqué (1971)
- I diabolici convegni (Las amantes del diablo), regia di José María Elorrieta (1971)
- Le messe nere della contessa Dracula (La noche de Walpurgis), regia di León Klimovsky (1971)
- Quello sporco disertore (El hombre que vino del odio), regia di Leon Klimovsky (1971)
- L'araucana, massacro degli dei (La Araucana), regia di Julio Coll (1971)
- Un omicidio perfetto a termine di legge, regia di Tonino Ricci (1971)
- Sole rosso (Soleil rouge), regia di Terence Young (1971)
- La casa sin fronteras, regia di Pedro Olea (1972)
- Horror Express (Pánico en el Transiberiano), regia di Eugenio Martin (1972)
- In viaggio con la zia (Travels with my Aunt), regia di George Cukor (1972) – postumo
- Il terrore sorge dalla tomba (El espanto surge de la tumba), regia di Carlos Aured (1973) – postumo
- Las flores del miedo, regia di José Maria Oliveira (1973) – postumo
- Ella (Trágica obsesión), regia di Tulio Demicheli (1973) – postumo
- Vudú sangriento, regia di Manuel Caño (1974) – postumo

### Televisione
- Hora once – serie TV, un episodio (1971)

## Doppiatori italiani
Nelle versioni italiane dei suoi film, Julio Peña Muñoz è stato doppiato da:
- Bruno Persa in Salomone e la regina di Saba, Tre notti violente, Una pistola per cento bare
- Ferruccio Amendola in Kid Rodelo, Vivi o preferibilmente morti
- Sergio Graziani in Furto su misura
- Gualtiero De Angelis in Minnesota Clay
- Cesare Polacco ne I magnifici Brutos del West
- Alfredo Censi ne I crudeli
- Alessandro Sperlì in I vigliacchi non pregano
- Corrado Gaipa in Simon Bolivar
- Pino Colizzi in Satanik
- Carlo Alighiero in La volpe dalla coda di velluto
- Rino Bolognesi in Horror Express